# José Luís Vidigal
José Luís da Cruz Vidigal (Sá da Bandeira, 15 maart 1973) is een in Angola geboren Portugees voormalig voetballer die speelde als verdedigende middenvelder. Hij speelde voor onder meer Sporting CP en SSC Napoli. Vidigal stond garant voor een werkmansstijl met veel overtredingen en combineerde dat met doorlezen positiespel. Tussen 2000 en 2002 speelde hij 15 interlands in het Portugees voetbalelftal, waarvan vier op EURO 2000 in Nederland en België.

## Clubcarrière
Vidigal legde de basis aan zijn loopbaan als profvoetballer bij achtereenvolgens O Elvas CAD (1992–1994) en GD Estoril-Praia (1994–1995), waar hij indruk maakte.
Vidigal staat onder meer bekend om zijn periode bij Sporting Lissabon (1995–2000), waarmee hij in 1999/2000 de eerste Portugese landstitel sinds 1982 veroverde. In 2000, na het behalen van de Portugese landstitel met Sporting, verhuisde hij naar het Italiaanse SSC Napoli. Vidigal werd een sterkhouder bij de Napolitaanse club en dwong op San Paolo zijn status als Portugees international af. De middenvelder scoorde acht doelpunten uit 86 wedstrijden. Tussen 2004 en 2008 speelde hij in Italië bij AS Livorno, Udinese en opnieuw AS Livorno. Vidigal stopte met profvoetbal in 2009, na een seizoen te hebben doorgebracht bij Estrela Amadora in Portugal.

## Interlandcarrière
Vidigal trad met Portugal onder 21 aan op de Olympische Zomerspelen 1996 in Atlanta. Portugal werd daar in de halve finales uitgeschakeld door Argentinië met 2–0. In de troostfinale kreeg men dan weer een 5–0 pandoering van Brazilië. Nigeria behaalde goud door de finale te winnen van Argentinië met 3–2.
Vanaf 2000 kwam Vidigal uit voor het eerste van Portugal. Hij debuteerde op 23 februari 2000 tegen de Rode Duivels in het Stade du Pays de Charleroi. De wedstrijd eindigde op 1–1, doelpunten van Branko Strupar (België) en Ricardo Sá Pinto (Portugal).
In juni en juli 2000 nam Vidigal met de Portugese selectie van de toenmalige bondscoach Humberto Coelho deel aan EURO 2000 in Nederland en België. Vidigal speelde onder andere mee in de 0–3 gewonnen laatste groepswedstrijd tegen Duitsland. Vidigal, die rust gegund werd omdat Portugal geplaatst was voor de eindfase, viel in voor Paulo Sousa in de 72e minuut. Toekomstig Standard Luik-speler Sergio Conceiçao stuurde met een hattrick de Duitsers definitief naar huis. In de halve finale gingen de Portugezen eruit tegen Frankrijk, dat het toernooi zou winnen. Zinédine Zidane zette een strafschop om in minuut 117, waardoor het 2–1 stond (golden goal-regel). Tegen de Fransen stond Vidigal weer gewoon op zijn vertrouwde positie, rechts centraal op het middenveld naast Costinha.

## Persoonlijk leven
Hij is de oom van profvoetballer André Vidigal, een linksbuiten die reeds voor Fortuna Sittard speelde. Zijn broer Lito Vidigal (°1969) was ook profvoetballer.

## Erelijst
| Primeira Liga | 1x | 1999/00 |

1 Costinha ·
2 Kenedy ·
3 Bento ·
4 Peixe ·
5 Beto Severo ·
6 Andrade ·
7 Dominguez ·
8 Capucho ·
9 Paulo Alves ·
10 Martins ·
11 Jorge ·
12 Nuno Espírito Santo ·
13 Vidigal ·
14 Calado ·
15 Nuno Gomes ·
16 Porfírio ·
17 Litos ·
18 Dani ·
Coach: Vingada
1 Baía  ·
2 J. Costa ·
3 Jorge ·
4 Vidigal ·
5 Couto ·
6 Sousa ·
7 Figo ·
8 Pinto ·
9 Sá Pinto ·
10 R. Costa ·
11 Conceição ·
12 Espinha ·
13 Dimas ·
14 Xavier ·
15 Costinha ·
16 Beto Severo ·
17 Bento ·
18 Pauleta ·
19 Capucho ·
20 Secretário ·
21 Gomes ·
22 Quim ·
Coach: Coelho